# 札幌證券交易所
札幌證券交易所（証券会員制法人 札幌証券取引所，さっぽろしょうけんとりひきじょ；Sapporo Securities Exchange）是位于日本北海道札幌市中央區南一条西5丁目14番1号的一家日本證券交易所，成立于1949年。該證券交易所的上市公司多是北海道本地公司，無論上市公司規模還是交易量都較小。

## 交易時間
- 前場 09:00～11:00
- 後場 12:30～15:30

## 外部連結
- 札幌證券交易所 （页面存档备份，存于）